# Zwift
Zwift ist eine online betriebene Plattform für virtuelles Training in den Bereichen E-Cycling und Laufsport. Auch virtuelle Wettkämpfe werden über die Plattform ausgetragen. Zwift gilt mit zwei Millionen zahlenden Nutzern als weltweit größte Plattform auf diesem Gebiet.

## Geschichte und Anbieter
Entwickelt wurde die Plattform ab 2010 von dem US-amerikanischen Triathleten John Mayfield, der diese 2012 erstmals öffentlich vorstellte. Anbieter ist mittlerweile das gleichnamige US-amerikanische Unternehmen Zwift Inc mit Sitz im kalifornischen Long Beach. Im September 2020 wurde bekannt, dass Zwift Inc Investitionen in Höhe von 450 Millionen US-Dollar unter Führung der Beteiligungsgesellschaft Kohlberg Kravis Roberts & Co. erhalten habe. Infolgedessen wurde das Unternehmen mit mehr als einer Milliarde US-Dollar bewertet. Im Dezember selben Jahres gelang es dem Unternehmen eine Partnerschaft mit dem Internationalen Radsportverband über virtuell ausgetragene Meisterschaften einzugehen.

## Technik
Zur Radfahrnutzung von Zwift wird ein auf einer Trainingsrolle befindliches Rad oder ein entsprechend kompatibles Fahrradergometer benötigt. Zwift wird auf Endgeräten wie Computern, Tablets oder Smartphones installiert, erforderlich ist eine Internetverbindung. Per Bluetooth und/oder ANT+ erfolgt eine Verbindung aller beteiligten Geräte. Wenn es sich um einen Smarttrainer handelt, ist dies direkt möglich, ansonsten sind ein Geschwindigkeitssensor und ein Umdrehungsmesser erforderlich. Aus Trittfrequenz und Geschwindigkeit kann Zwift die Leistung in Watt berechnen. Möglich ist auch die Koppelung mit einem entsprechenden Powermeter. Smarttrainer erfassen die entsprechenden Werte direkt, zudem besteht hier die Möglichkeit, dass der Widerstand direkt durch Zwift gesteuert wird. Durch Eingabe des Körpergewichts des Nutzers kann Zwift die Gewichtsbezogene Leistung berechnen. Ferner kann mittels Zwift die Functional Threshold Power (FTP) bestimmt werden. Dies ist die Leistung, welche der Fahrer für 60 Minuten maximal leisten kann. Trainingsintensitäten können prozentual zur FTP gesteuert werden. Zum virtuellen Laufen ist ein kompatibles Laufband erforderlich.

## Strecken
Die Strecken, welche auf Zwift virtuell bewältigt werden können befinden sich in mehreren so genannten „Welten“. Angelehnt an reale Strecken sind die Welten:
- Richmond, angelehnt an Teilstrecken der UCI-Straßen-Weltmeisterschaften 2015
- Innsbruck, angelehnt an Teilstrecken der UCI-Straßen-Weltmeisterschaften 2018
- Yorkshire, angelehnt an Teilstrecken der UCI-Straßen-Weltmeisterschaften 2019
- Schottland, angelehnt an Teilstrecken der UCI-Straßen-Weltmeisterschaften 2023[7]
- London
- New York mit Strecken in einer futuristischen Version des Central Park[8][9]
- Paris, angelehnt an die traditionelle Schlussstrecke der Tour de France über die Champs-Élysées[10] und
- Frankreich, mit einer als „Mont Ven-Top“ bezeichneten Interpretation des Mont Ventoux[11]

Ferner gibt es die fiktionale Welt Watopia mit zahlreichen Strecken. Darunter befindet sich auch der Anstieg Alpe Du Zwift, angelehnt an den Anstieg nach Alpe d’Huez, einen der berühmtesten Anstiege der Tour de France. In Watopia gibt es eine Strecke, auf welcher insbesondere das Fahren mit Mountainbikes einschließlich der Lenkung simuliert wird.
Die Strecken in der Welt Watopia können von den Nutzern jederzeit ausgewählt werden, die übrigen Welten wechseln täglich, wobei immer zwei zum Training zur Verfügung stehen. Ausnahmen bestehen für Rennen, hier können teilweise auch andere Strecken ausgewählt werden. Als weitere virtuelle Welt wurde am 20. Mai 2021 die Makuri Islands eingeführt, zunächst mit der acht Routen umfassenden Karte Yumezu.

## Spiel- und soziale Komponente
Vergleichbar zu Videospielen kann man seinen Avatar nach Belieben gestalten. Ebenfalls bestehen diverse Gestaltungsmöglichkeiten für die Ausstattung des virtuellen Fahrrades. Bezahlt wird diese Ausstattung mit sogenannten Schweißtropfen, welche entsprechend den gefahrenen Kilometern „verdient“ werden können. Sogenannte „Power-Ups“ können in Trainingseinheiten und Rennen strategisch eingesetzt werden. Diese führen für kurze Zeit zu vermindertem Gewicht des Fahrers „Federgewicht“, zu verbessertem Windschattenverhalten oder zu verbesserter Aerodynamik.

## Verbreitung und Rezeption

### Breitenanwendung
Weltweit wird Zwift von rund zwei Millionen Nutzern genutzt, davon ca. 80.000 aus Deutschland. Meist trainieren etwa 3000 Nutzer gleichzeitig, der Rekord liegt bei über 43.000 gleichzeitigen Nutzern.

### Zwift Academy
Die Zwift Academy ist ein seit 2016 abgehaltenes Trainings- und Rennprogramm, dass auch zur digitalen Talentsuche dient. Der bestplatzierte Mann und die bestplatzierte Frau können einen Vertrag bei einem professionellen Straßen-Radsportteam gewinnen.

### Leistungs- und Spitzensport
Zahlreiche Radprofis trainieren regelmäßig auf Zwift. Für andere Nutzer, welche in der gleichen virtuellen Umgebung trainieren, sind diese kenntlich gemacht.
Aufgrund der COVID-19-Pandemie veranstaltete die Amaury Sport Organisation als Organisator der Tour de France zusammen mit Zwift Inc eine virtuelle Tour de France. Diese wurde im Juni 2020 für männliche und weibliche Radprofis auf Zwift ausgetragen. Bereits im Mai 2020 wurde mit der Tour for All ein Profirennen mit teilnehmenden Teams aus der WorldTour über fünf Etappen virtuell auf Zwift ausgetragen. In Deutschland wurden die Etappen im Fernsehen live auf Eurosport übertragen.
Ebenfalls 2020 führte der Bund Deutscher Radfahrer (BDR) eine neue Rennserie für die Rad-Bundesliga auf Zwift ein. Mit der German Cycling Academy hat der BDR zudem eine Möglichkeit geschaffen, Talente aus anderen Sportarten, bei denen Radtraining eine Rolle spielt, wie z. B. im Eisschnelllauf, zu entdecken.
Im August 2020 wurden zusammen mit der Super League Triathlon in Rotterdam erstmals die Arena Games durchgeführt. Das Format verbindet reale und virtuelle Rennen miteinander, nach dem Schwimmen im Schwimmbecken oder offenen Gewässer wird zum virtuellen Radfahren und Laufen auf den Smarttrainer bzw. das Laufband gewechselt. So konnten in der COVID-19-Pandemie Profi Wettkämpfe im Triathlon abgehalten werden. Seit 2022 wird in diesem Format eine offizielle E-Sports Weltmeisterschaftsserie abgehalten.
Im Dezember 2020 wurden zusammen mit dem Internationalen Radsportverband die E-Cycling-Weltmeisterschaften erstmals umgesetzt. Gold holten die Südafrikanerin Ashleigh Moolman-Pasio und der Deutsche Jason Osborne.
Seit 2022 unterstützt Zwift die Tour de France Femmes als Hauptsponsor.